# US Open 1967 (Badminton)
Die US Open 1967 im Badminton fanden vom 12. bis zum 15. April 1967 im Junior College in Flint, Michigan, statt.

## Finalergebnisse
| Disziplin    | Sieger                    | Finalist                      | Ergebnis          |
| ------------ | ------------------------- | ----------------------------- | ----------------- |
| Herreneinzel | Erland Kops               | Suresh Goel                   | 15-2, 15-12       |
| Dameneinzel  | Judy Hashman              | Sharon Whittaker              | 11-3, 11-5        |
| Herrendoppel | Erland Kops Joe Alston    | Suresh Goel Jim Sydie         | 15–4, 15–4        |
| Damendoppel  | Judy Hashman Rosine Jones | Tyna Barinaga Caroline Jensen | 8–15, 15–11, 15–8 |
| Mixed        | Jim Sydie Judy Hashman    | Erland Kops Mimi Nilsson      | 18–13, 15–6       |